# Ralph H. Cameron

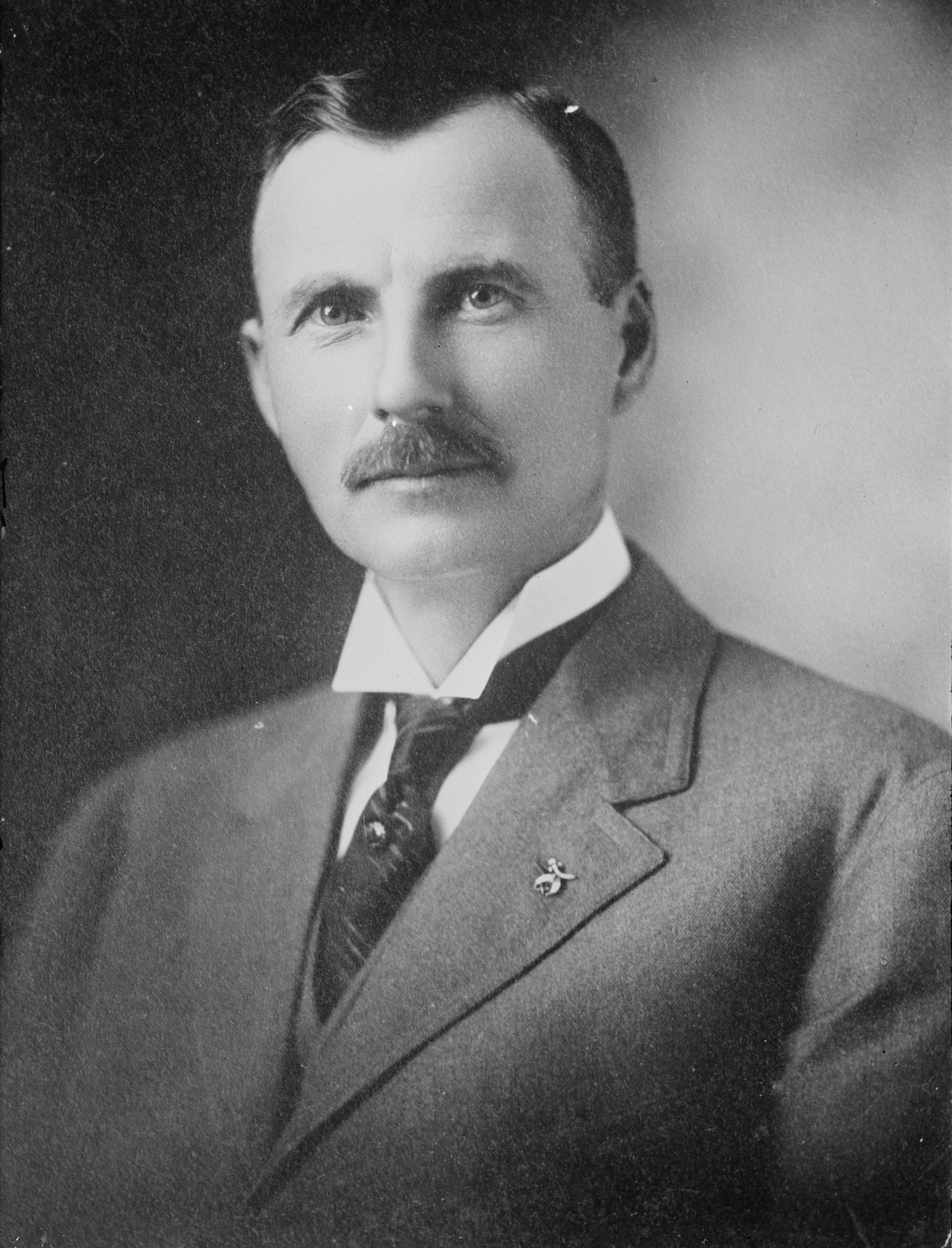
Ralph H. Cameron

Ralph Henry Cameron (* 21. Oktober 1863 in Southport, Lincoln County, Maine; † 12. Februar 1953 in Washington D.C.) war ein US-amerikanischer Politiker (Republikanische Partei), der den Bundesstaat Arizona im US-Senat vertrat.

## Leben
Der ursprünglich aus Neuengland stammende Cameron zog schon in frühen Jahren in den Westen der Vereinigten Staaten, wo er sich im Bergbau und in der Viehzucht betätigte. Er war auch an der Erschaffung des Bright Angel Trail, eines Wanderweges im Grand-Canyon-Nationalpark, beteiligt. 1883 zog er ins Arizona-Territorium, wo er 1891 als Sheriff des Coconino County amtierte; von 1894 bis 1898 übte er diesen Posten erneut aus. Von 1905 bis 1907 stand er dem Board of Supervisors vor, der Regierung des Countys.
Als Delegierter des Territoriums wurde Cameron 1908 ins US-Repräsentantenhaus gewählt, wo er bis 1912 verblieb, als Arizona ein Bundesstaat wurde. In der Folge engagierte er sich acht Jahre lang wieder im Bergbau, ehe er sich um einen der beiden Senatssitze Arizonas bewarb. Er setzte sich gegen den demokratischen Amtsinhaber Marcus A. Smith durch und verblieb bis 1927 im Senat, ehe er vom Demokraten Carl Hayden besiegt wurde.
Nach einem erfolglosen Versuch, in den Senat zurückzukehren, konzentrierte sich Ralph Cameron auf seine geschäftlichen Interessen. Er starb 1953 während einer Geschäftsreise, als er sich in Washington aufhielt, und wurde auf dem Friedhof der Amerikanischen Legion im Grand-Canyon-Nationalpark beigesetzt.